# Czegodajewskij
Czegodajewskij (ros. Чегодаевский) – wieś w Rosji, w rejonie nikolskim obwodu wołogodzkiego. W 2002 r. liczyła 7 mieszkańców, a w 2010 r. była niezamieszkana.